# 전희정
전희정(全熙正, 1930년 3월 5일 ~ 2020년 9월 22일)은 조선민주주의인민공화국의 전 정치인이다. 조선민주주의인민공화국 국방위원회 외사국장 겸 당 중앙위원회 위원이었다. 2020년 9월 22일 향년 90세로 사망했다.

## 경력
일제강점기인 1930년 3월 5일 강원도에서 태어났다. 평양외국어대학을 졸업했으며 1968년 5월 캄보디아 주재 임시대사대리를 거쳐 1973년 11월 자이르(현재의 콩고 민주 공화국) 주재 대사대리를 지냈다.
1980년 10월 당 중앙위 위원으로 선출되었다. 1982년 9월 외사국장, 1991년 3월 금수산의사당 외사국장을 거쳐 2000년 6월 김정일 의전서기를 맡았다. 2001년 10월 이집트 주재 대사로 임명되었고 2003년 12월에는 오만 주재 대사, 2004년 2월에는 키프로스 주재 대사를 각각 겸임했다. 2004년 3월 예멘 주재 대사도 겸했으나 2004년 10월 이집트 주재 대사에서 물러났다.
2007년 이후 국방위원회 외사국장으로 있다. 2010년 9월 조선로동당 중앙위원회 위원에 선임되었다.

## 최고인민회의 대의원
1982년 최고인민회의 제7기 대의원을 시작으로 1986년 제8기, 1990년 제9기 대의원을 지냈다.